# Judith Le Huray
Judith Le Huray (* Dezember 1954 in Passau) ist eine deutsche Kinder- und Jugendbuchautorin.

## Biografie
Judith Le Huray verbrachte ihre Kindheit und Jugend in Stuttgart, dort machte sie auch ihre Ausbildung zur Erzieherin. Beinahe acht Jahre lang arbeitete sie in diesem Beruf im Kindergarten und -heim. 1992 eröffnete sie im Zollernalbkreis ein eigenes Tanzstudio, das sie 19 Jahre lang leitete. Schon während dieser Zeit begann sie mit ihrer Autorentätigkeit.
Mit ihrem Mann und der Mischlingshündin Lilo wohnt sie in ländlicher Gegend am Fuß der Schwäbischen Alb.
2009 gelang Judith Le Huray der Einstieg als Kinder- und Jugendbuchautorin, seit 2011 ist dies ihr Hauptberuf. Ihre Bücher wurden u. a. beim Hase und Igel Verlag sowie beim BVK Buch Verlag Kempen veröffentlicht und werden häufig als Klassenlektüre gelesen. Dabei hat sich Judith Le Huray vor allem auf leicht zu lesende Lektüre für Kinder und Jugendliche spezialisiert.
Mit weit über 100 Lesungen pro Jahr ist sie nahezu im kompletten deutschsprachigen Raum unterwegs.

## Veröffentlichungen
Bücher
- Gefangen im Labor des Schreckens. Hase und Igel Verlag 2024. ISBN 978-3-86316-284-9
- In der Schule eingesperrt. Hase und Igel Verlag 2022. ISBN 978-3-86316-237-5
- Flucht aus der Gruselhütte. Hase und Igel Verlag 2021. ISBN 978-3-86316-167-5
- Ein Channel für die Zukunft. Hase und Igel Verlag 2020. ISBN 978-3-86316-075-3
- Storchennest in Gefahr. Hase und Igel Verlag 2019. ISBN 978-3-86760-280-8
- Den Weihnachtsräubern auf der Spur. Hase und Igel Verlag 2018. ISBN 978-3-86760-566-3
- Monsterboy. Hase und Igel Verlag 2018. ISBN 978-3-86760-239-6
- Vernetzt gehetzt. Hase und Igel Verlag 2016. ISBN 978-3-86760-194-8
- Wir kriegen das hin. edition zweihorn 2016. ISBN 978-3-943199-33-8
- Ich - einfach tierisch. Südpol Verlag 2016. ISBN 978-3-94308-625-6
- Wilma und das verrückte Tierhotel. Allitera Verlag (Schatzkiste) 2015. ISBN 978-3-86906-775-9
- Die Kellerschnüffler. Hase und Igel Verlag 2014. ISBN 978-3-86760-172-6
- Voll drauf. Hase und Igel Verlag 2014. ISBN 978-3-86760-182-5
- Mein erster Lesehase (10 Bände). Hase und Igel Verlag 2013. ISBN 978-3-10-008354-8
- Dobo - Landung voll daneben. Allitera Verlag (Schatzkiste) 2013. ISBN 978-3-86906-542-7
- ... und jetzt sehen mich alle! Hase und Igel Verlag 2013. ISBN 978-3-86760-165-8
- Verliebte Blindschleiche. Schenk Verlag Passau 2011. ISBN 978-3-939337-83-6
- Papino und der Taschendieb. BVK Buch Verlag Kempen 2012. ISBN 978-3-86740-407-5
- Das Dreierpack und der böse Wolf. Allitera Verlag (Schatzkiste) 2012. ISBN 978-3-86906-376-8
- Tricks von Tante Trix. BVK Buch Verlag Kempen 2010. ISBN 978-3-86740-223-1
- Toni und Schnuffel. BVK Buch Verlag Kempen 2009, ISBN 978-3-86740-163-0
- Tanz mit Spannung. Schenk Verlag Passau 2009, ISBN 978-3-939337-68-3
- Nicht nur Hundeküsse. Schenk Verlag Passau 2009, ISBN 978-3-939337-60-7
- Außerdem Veröffentlichungen von Kurzgeschichten, Begleitmaterialien u. a.